# Bedřich Provazník
Bedřich Provazník (31. května 1936 Tisovec – 4. února 2007 Ostrovačice) byl česko-slovenský římskokatolický duchovní, za normalizace biskup skryté církve, kněz komunity Emmanuel.
Narodil se 31. května 1936 v Tisovci na Slovensku, po vzniku Slovenského státu rodina opustila Slovensko a odjela do Brna, kde studoval na Biskupském gymnáziu (až do jeho uzavření v roce 1950) a odmaturoval na Francouzském gymnáziu. Poté vystudoval stavební fakultu VUT v Brně. V roce 1960 nastoupil jako stavební inženýr k Pozemním stavbám v Brně a zde pracoval až do října 1992. Na kněze byl tajně vysvěcen 6. února 1968 v Brně a své kněžské službě se věnoval ve skryté církvi, kde přijal i biskupské svěcení. V říjnu 1992 se stal farářem ve farnosti Ostrovačice a v letech 1996–2004 byl děkanem rosického děkanství. Papež Benedikt XVI. mu udělil čestný titul Mons. za zásluhy o církev, který mu 26. ledna 2007 předal brněnský biskup Vojtěch Cikrle. Bedřich Provazník zemřel 4. února 2007 v Ostrovačicích a 10. února 2007 byl pohřben do kněžského hrobu na ostrovačickém hřbitově.